# Friedrich Wilhelm Semmler

Friedrich Wilhelm Semmler

Friedrich Wilhelm Semmler (* 11. Mai 1860 in Hochzeit, Kreis Arnswalde, Neumark (Landschaft); † 15. März 1931 in Ramin) war ein deutscher Chemiker und Politiker (DNVP).

## Leben
Friedrich Wilhelm Semmler wurde als Sohn eines Gutsbesitzers geboren. Nach dem Besuch der Bürgerschule in Woldenberg, Kreis Friedeberg in der Neumark, und des Gymnasiums in Landsberg studierte Semmler von 1880 bis 1886 Chemie an der Kaiser Wilhelms-Universität Straßburg und der Schlesischen Friedrich-Wilhelms-Universität Breslau. 1881 wurde er Mitglied (später Ehrenmitglied) des Corps Silesia Breslau.
1887 wurde er in Breslau zum Dr. phil. promoviert. 1890 folgte die Habilitation an der Königlichen Universität zu Greifswald. Bereits 1888 heiratete Semmler in Breslau Gisela Friederike, geb. Kreis. Am 1. Juli 1896 wurde Semmler Professor an der Universität Greifswald. Dort erhielt er 1901 ein Extraordinariat. 1902 wurde er Corpsschleifenträger der Borussia Greifswald. Am 30. September 1904 wurde er zum ordentlichen Honorarprofessor bestellt. Nach einer zweijährigen Tätigkeit in Berlin als Mitarbeiter von Emil Fischer in den Jahren 1907 bis 1909 wurde Semmler 1909 o. Professor für Organische Chemie an der TH Breslau. Am 15. August 1913 erhielt er den Charakter als Geheimer Regierungsrat. Von seinen Eltern erbte er das Gut Ramin im Kreis Randow in Pommern. Während des Ersten Weltkriegs saß Semmler von 1916 bis 1919 im Kriegsausschuss für Ersatzfutter in Berlin und Breslau.

### Politik
Nach dem Krieg trat Semmler in die Deutschnationale Volkspartei (DNVP). Im Januar 1919 wurde er für den Wahlkreis 9 (Breslau) in die Weimarer Nationalversammlung gewählt, der er bis zum Zusammentritt des ersten Reichstages der Republik im Juni 1920 angehörte. Im Reichstag (Weimarer Republik) vertrat Semmler von Juni 1920 bis Mai 1924 als Abgeordneter den Wahlkreis 8 (Breslau). Im Dezember 1924 wurde er in den Preußischen Landtag gewählt, dem er bis 1931 angehörte.

### Forschung
Als Forscher beschäftigte Semmler sich mit den ätherischen Ölen, z. B. den Terpenen, und entdeckte die Bedeutung der ungesättigten Bindungen für diese Stoffklasse. Er beschrieb erstmals chemische Strukturen zahlreicher Verbindungen wie Citral, Citronellal, Geraniol usw. Mit seinem Namen verbunden sind ferner die Semmlersche Umlagerung und die Semmlersche Oxim-Umlagerung. Die Ergebnisse seiner Forschung veröffentlichte Semmler vor allem in Artikeln in den Berichten der Deutschen Chemischen Gesellschaft und in Referaten in verschiedenen Tageszeitungen.

## Schriften
- Die ätherischen Öle nach ihren chemischen Bestandteilen : unter Berücksichtigung der geschichtlichen Entwicklung, 4 Bde., 1906.
  - 1. Band: Allgemeiner Teil; Methanderivate. 1906. Als Digitalisierte Ausgabe
  - 2. Band:Hydriert-cyklische Verbindungen; Kohlenwasserstoffe. 1906. Als Digitalisierte Ausgabe
  - 3. Band:Sauerstoffhaltige Verbindungen der hydriert-cyclischen Reihe. 1906. Als Digitalisierte Ausgabe
  - 4. Band:Benzolderivate und heterocyklische Verbindungen. 1907. Als Digitalisierte Ausgabe der Universitäts- und Landesbibliothek Düsseldorf

Klassifikation
- Verwendung der Kartoffelernte 1916, 1916.
- Die deutsche Landwirtschaft während des Krieges und ihre zukünftigen Arbeitsziele nach dem Friedensschluss, 1917.
- Ersatzfuttermittel, in: Kriegsernährungsamt (Hrsg.): Arbeitsziele der deutschen Landwirtschaft nach dem Kriege, Berlin 1918.